# Palaestra rubricollis
Palaestra rubricollis es una especie de coleóptero de la familia Meloidae.

## Distribución geográfica
Habita en Australia.